# Il viaggio fantastico
Il viaggio fantastico (Die Abenteuer von Pico und Columbus) è un film d'animazione tedesco del 1992 prodotto e diretto da Michael Schoemann
Il film è una rivisitazione in chiave fiabesca dei viaggi di Cristoforo Colombo.

## Trama
Nel 1492 l'esploratore italiano Cristoforo Colombo compie assieme al tarlo parlante Piky un viaggio per mare con l'intento di circumnavigare il globo dimostrando che la Terra è rotonda. Arriveranno poi in America, dove cercheranno di salvare la principessa delle fate Marilyn dalle grinfie del Signore dello sciame.

## Produzione
La produzione del film durò circa tre settimane e fu una delle più costose mai realizzate in tutta la Germania. 
Durante la distribuzione tedesca, il regista Schoemann dichiarò che il film era inteso come un film sulla scoperta dell'America "da un punto di vista per lo più satirico, in modo da potersi differenziare dalle altre ricostruzioni storiche". Inoltre il film mostra un singolare ritratto di Cristoforo Colombo: infatti non viene rappresentato come un esploratore interessato allo sfruttamento delle nuove terre bensì come un sognatore svampito ma amabile.

## Ditribuzione
Il film è stato distribuito nelle sale tedesche il 9 aprile 1992, cinquecento anni dopo il celebre viaggio di Cristoforo Colombo, avvenuto nel 1492.

## Accoglienza
Sia l'edizione tedesca sia l'edizione statunitense del 1994 furono stroncate dalla critica. Charles Solomon, storico ed esperto di film d'animazione, definì il film "una goffa scopiazzatura del cortometraggio Disney Il mio amico Ben, con sgraziate animazioni e con canzoni facilmente dimenticabili".